# Snina

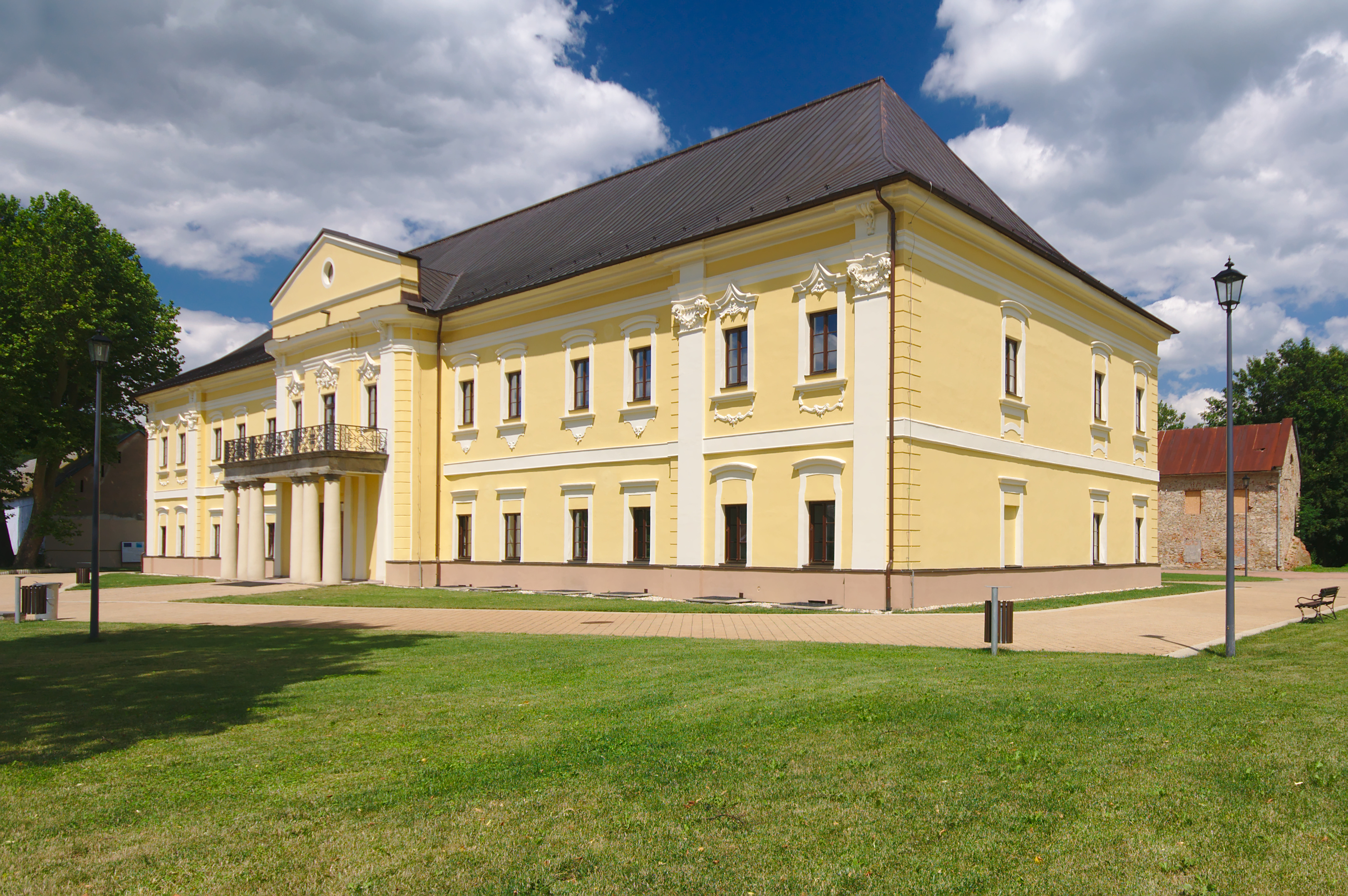
Pałac (kasztel) w Sninie

Snina (węg. Szinna) – miasto powiatowe we wschodniej Słowacji, w kraju preszowskim, w historycznym regionie Zemplin. Siedziba władz najbardziej wysuniętego na wschód powiatu Słowacji.
Miasto leży na wysokości 216 m n.p.m., u zbiegu Wyżyny Laboreckiej i Gór Bukowskich na północy oraz pasma Wyhorlatu na południu, w dolinie Cirochy, u ujścia rzeczki Pčolinka do tej rzeki. Ludność miasta liczy 20 031 osób [2016], powierzchnia wynosi 58,61 km². Miasto dzieli się na dzielnice Sídlisko I, Sídlisko II, Bramhora, Majer, Tabla, Brehy, Daľkov, Centrum, Mier.
Przez Sninę przebiega droga krajowa nr 74 z Humennégo do przejścia granicznego Ubľa – Małyj Bereznyj na granicy z Ukrainą oraz linia kolejowa z Humennégo do miasteczka Stakčín, leżącego kilka kilometrów dalej na wschód od Sniny.
Pierwsza wzmianka o Sninie pochodzi z 1343; wynika z niej, że miejscowość należała do majątku magnackiej rodziny Drugethów. Snina powstała prawdopodobnie w wyniku kolonizacji południowych stoków Beskidów przez Wołochów. W XIV wieku Snina urosła do pozycji małego miasteczka; tak wzmiankują ją od 1585 rejestry komitatu Zemplén. W latach 1570–1630 odgrywała rolę ośrodka administracyjnego dla okolicznych wsi.
Miasto należało do Drugethów do końca XVII wieku, następnie przeszło na własność rodziny Zichych, a w 1770 – van Dernathów. W 1799 kupił je Józef Rholl z rodziny holenderskich przedsiębiorców osiadłej w środkowej Słowacji, który rozwinął w Górnym Zemplinie hutnictwo żelaza z rud w górach Wyhorlatu. Po wyczerpaniu się dostępnych zasobów rudy żelaza pod koniec XIX wieku hutnictwo upadło, zaś głównym zajęciem mieszkańców stało się wypalanie węgla drzewnego. Feudalne panowanie rodziny Rhollów zakończyło się w 1857. Pod koniec XIX wieku Snina była siedzibą powiatu w komitacie Zemplén. W latach 1909–1912 zbudowano linię kolejową, która połączyła Sninę z Humenném.
Przełom XIX i XX wieku był okresem gospodarczego upadku miasta, który zaowocował masową emigracją, przeważnie do USA. Ubóstwo pogłębiły kolejne nieszczęścia: I wojna światowa i seria powodzi w latach 20. XX wieku, z których katastrofalna okazała się powódź w 1926. W okresie międzywojennym Snina leżała na północnej magistrali drogowej łączącej zachód kraju z Rusią Zakarpacką. Większość mieszkańców trudniła się wówczas pozyskaniem i przetwórstwem drewna w wielkim miejscowym tartaku. Miasto uległo zniszczeniom podczas II wojny światowej. Po wojnie zostało odbudowane. W 1950 utworzono kombinat budowlany Vihorlat, który później w szczytowym okresie rozwoju zatrudniał 6000 pracowników. Odpowiednio wzrosła również liczba mieszkańców miasta, dla których w latach 70. XX wieku wystawiono typowe socjalistyczne blokowiska.
Wzrost liczby mieszkańców:
- XIV wiek – 130 osób,
- 1785 – 1430 osób,
- 1903 – 2750 osób,
- 1910 – 2939 osób,
- 1991 – 19 159 osób,
- 2001 – 21 325[potrzebny przypis] osób,
- 2011 – 20 723[potrzebny przypis] osób.

Jednym z nielicznych zabytków Sniny jest klasycystyczny pałac z 1781 z posągiem Herkulesa odlanym z miejscowego żelaza w 1841 na dziedzińcu. Atrakcją turystyczną i ośrodkiem życia kulturalnego jest słowacki oddział Międzynarodowej Galerii Sztuki „Miró”, otwarty w 1993, wystawiający dzieła współczesnego malarstwa z całego świata.
Snina jednak służy turystom głównie jako punkt wypadowy do wycieczek w Góry Bukowskie i Wyhorlat, którego szczyt Sninský kameň (1006 m n.p.m., 5 km na południe od Sniny) góruje nad miastem. Szlaki turystyczne prowadzą na Sninský kameň i do górskiego jeziorka Morské oko. Nad zalewem Rybníky znajduje się kapielisko i ośrodek wypoczynkowy. W okolicznych wsiach Ruský Potok, Uličské Krivé, Topoľa i Hrabová Roztoka znajdują się drewniane rusińskie cerkiewki. 14 km od Sniny, w Parihuzovcach, znajduje się wyciąg narciarski.
W mieście rozwinął się przemysł maszynowy, obuwniczy, spożywczy oraz drzewny.

## Miasta partnerskie
- Boguchwała (Polska)
- Chust (Ukraina)
- Krzemieńczuk (Ukraina)
- Lesko (Polska)
- Praga 4 (Czechy)
- Seferihisar (Turcja)
- Tokaj (Węgry)
- Žarošice (Czechy)